# Lioré et Olivier LeO C-30
Le Lioré et Olivier LeO C-30 était un autogire fabriqué en France durant l'entre-deux-guerres par la société Lioré et Olivier.